# Doppelte Tarnung
Doppelte Tarnung ist ein französischer Polizeifilm von Claude Zidi aus dem Jahr 1993.

## Handlung
Schon lange macht die Pariser Polizeieinheit um Inspektor Carre Jagd auf Roche, den Kopf einer Dealerbande. Stets kann dieser entkommen und schafft es auch beim aktuellen Einsatz, den Stoff rechtzeitig zu entsorgen, bevor er verhaftet wird. Carre regt sich fürchterlich über die Unfähigkeit seiner Leute auf. Sein Vorgesetzter Plana wiederum äußert den Verdacht, dass in Carres Gruppe ein Maulwurf existiert, der Roche jedes Mal vorwarnt. Plana ahnt nicht, dass Carre selbst der Maulwurf ist. Er steht in Roches Schuld, weil der ihn in die Position gebracht hat, in der er jetzt ist. Mit Roche sucht Carre eine Lösung, um selbst nicht in Verdacht zu geraten: Er wird Plana einen seiner Männer als Maulwurf liefern. Seine Wahl fällt auf den jungen Polizisten und Ex-Alkoholiker Julien Segal, der seit kurzem bei seiner Einheit ist und durch Lustlosigkeit und Fatalismus auffällt. Obwohl er ihn eigentlich mit einem sehr schlechten Zeugnis entlassen wollte, holt Carre ihn zur Gruppe zurück. Er setzt ihn als verdeckten Ermittler ein. Zuerst soll sich Julien mit dem kleinen Gangster Ludo bekannt machen, der ihn auf lange Zeit in Roches Kreise einführen soll.
Julien begibt sich in die Bar Black Angel, wo er zunächst die junge Claire kennenlernt. Sie flirtet mit ihm und beide verabreden sich für den nächsten Tag erneut im Black Angel. Hier lässt Julien eine Razzia durchführen, bei der die Männer ausschließlich ihn verhaften sollen. Während der Razzia „flieht“ er und die Polizei gibt schließlich auf. Nach seiner Rückkehr hat er die Aufmerksamkeit Ludos sicher. Dessen Truppe sucht Julien ab und sperrt ihn in eine Kältekammer, damit er seine Identität preisgibt, doch Julien schweigt. Am Ende wird er von Ludos Männer auf eine wilde Überfallfahrt durch die Straßen von Paris mitgenommen, muss Drogen nehmen und soll sogar eine Frau vergewaltigen, doch weigert er sich. Weil Julien aufgrund der Drogen fahrunfähig ist, lässt er sich am Ende von Claire zu seiner Wohnung bringen. Sein Motorrad darf Claires Bekannter La Puce mit zu sich nehmen. La Puce wird jedoch von zwei Fremden verfolgt und während der Fahrt erschossen. Unterdessen schlafen Claire und Julien miteinander und Claire erklärt ihm, dass alle in der Bar wissen, dass er Polizist ist. Ludo, aber auch der Barbesitzer, wurden bereits vor seinem Eintreffen informiert, dass ein Polizist erscheinen und den Kontakt zu Ludo suchen wird. Nach dem Tod von La Puce und einem gescheiterten Einbruchsversuch in seine Wohnung durch die beiden Mörder ist Julien misstrauisch geworden. Die Erklärung von Carre, dass La Puce einem Kleinkrieg unter Dealern zum Opfer gefallen ist, glaubt er nicht, weil eigentlich er selbst am Steuer gesessen hätte. Er weigert sich, von Carre vom Fall abgezogen zu werden, will er doch herausfinden, warum er sterben sollte.
Er stellt Ludo zur Rede, der ihn jedoch nicht ernst nimmt. Julien entschließt sich, nun auf eigene Faust zu handeln. Er überfällt einen Geldboten eines Einkaufszentrums und versteckt das Geld im Haus eines Kleinkriminellen. Anschließend lässt er das Geld angeblich durch den Tipp eines Informanten durch Carre und seine Männer finden. Als Nächstes überfällt Julien mit einer Pflastermaske getarnt eine Tankstelle und begeht in einer Woche weitere acht Überfälle. Vor Carre schafft er es, alle Überfälle einem bestimmten Kriminellen zuzuordnen, der angeblich seit Jahren in Kanada lebt. Durch die Überfälle wird Roche unruhig, sucht doch die Polizei auch in seinen Kreisen immer intensiver nach dem Täter. Roche lässt seine Männer auf Julien ansetzen, damit der den Namen des Informanten preisgibt, doch ist Julien seinen Verfolgern immer einen Schritt voraus. Ludo kann er mit Gewalt zu einem Einbruch in einer Bank zwingen, macht am Ende jedoch mit ihm gemeinsame Sache und überlässt ihm das gesamte Geld. Im Gegenzug erfährt er, von wem Ludo damals erfahren hat, dass Julien Polizist ist. Julien kündigt Carre schließlich einen neuen Überfall des Gangsters an, diesmal in einem Krankenhaus. Für den Einbruch, bei dem die Gelder eines Geldtransporters entwendet werden sollen, hat er auch Ludo und seine Männer engagiert. Während die echten Geldboten mit dem Geld bei Julien und einem Kollegen warten, findet der vermeintliche Coup mit den Festnahmen außerhalb des Gebäudes statt. Julien gelingt es so, nahezu unbemerkt das Geld zu stehlen. Wenig später ruft er Carre an und macht mit ihm einen Treffpunkt bei einem Müllverbrennungsgelände aus. Hier erscheint Carre mit Roche. Er gibt zu, dass Julien als Maulwurfersatz sterben sollte. Julien fordert, dass er zukünftig in Ruhe weit entfernt von Paris leben kann – indem ein anderer für ihn stirbt und er daher für tot erklärt wird. Carre erschießt Roche, dessen Leiche zusammen mit Juliens Papieren dem Feuer übergeben wird. Im Krankenhaus wiederum hatte sich Julien einen neuen Ausweis organisiert. Er lebt einige Zeit später mit Claire unter dem Namen Fabrice in den Bergen. Beide heiraten hier und werden ihr Leben unter anderem mit dem Geld, das Julien bei den Überfällen erbeutet hat, bestreiten.

## Produktion
Doppelte Tarnung wurde unter anderem in Paris gedreht. Die Kostüme schuf Clémentine Joya, die Filmbauten stammen von Françoise De Leu. Es war die erste Kinorolle für Sandra Speichert, die bis dahin nur in einer Fernsehserie aufgetreten war.
Der Film kam am 8. Dezember 1993 in die französischen Kinos, wo er von 624.472 Besuchern gesehen wurde. In Deutschland lief er erstmals am 24. Oktober 1997 in der ARD.

## Synchronisation
| Rolle                  | Darsteller           | Synchronsprecher   |
| ---------------------- | -------------------- | ------------------ |
| Inspektor Julien Segal | Patrick Bruel        | Nicolas Böll       |
| Carre                  | Didier Bezace        | Udo Schenk         |
| Plana                  | Jean Yanne           | Klaus Sonnenschein |
| Roche                  | Jean-Louis Tribes    | K. Dieter Klebsch  |
| Ludo                   | Arnaud Giovaninetti  | Andreas Fröhlich   |
| Smile                  | Jean-Pierre Castaldi | Karl Schulz        |

## Kritik
Für das Lexikon des internationalen Films war Doppelte Tarnung ein „konventionell inszenierter Kriminalfilm mit den üblichen Zutaten, ein wenig Sex und Gewalt sowie simpel gestrickten Charakteren.“ „Flickflack-Krimi ohne rechte Durchschlagskraft“, befand Cinema, und fasste zusammen: „Unebener Mix aus Krimi und l’amour“.

## Auszeichnungen
Didier Bezace wurde 1994 für einen César in der Kategorie Bester Nebendarsteller nominiert.